# Lethrinops mylodon
Lethrinops mylodon es una especie de peces de la familia Cichlidae en el orden de los Perciformes.

## Subespecies
- Lethrinops mylodon borealis(Eccles & Lewis, 1979
- Lethrinops mylodon mylodon (Eccles & Lewis, 1979.[1]

## Distribución geográfica
Es un endemismo del lago Malawi (África Oriental ).